# Comté des Golden Plains
Le comté des Golden Plains est une zone d'administration locale dans le sud du Victoria en Australie.
Il résulte de la fusion en 1994 des anciens comtés de Bannockburn, Leigh, Grenville et d'une partie du comté de Buninyong.
Le comté comprend les villes de Bannockburn, Gheringhap, Linton et Meredith.